# 山ヶ鼻古墳
山ヶ鼻古墳（やまがはなこふん、古海13号墳）は、鳥取県鳥取市古海（ふるみ）にある古墳。形状は方墳と推定される。古海古墳群を構成する古墳の1つ。鳥取県指定史跡に指定されている。

## 概要
鳥取県東部、千代川下流西岸の、野坂川に沿って北東に延びる丘陵上の尾根先端部に築造された古墳である。丘陵上には本古墳のほかにも多数の古墳が分布し、古海古墳群を形成する。現在までに墳丘は失われている。
元々の墳形は明らかでないが、一辺11-13メートル程度の方形と推定される。埋葬施設は横口式石槨で、南方向に開口する。凝灰岩を刳り抜いた石槨部の前面に巨石を用いた羨道を付す構造であり、畿内の横口式石槨の特徴を示す。古くから開口するため、石槨内の副葬品は詳らかでない。
築造時期は、古墳時代終末期の7世紀中葉頃と推定される。畿内的な横口式石槨を持つ古墳として、古墳時代最終段階における畿内と因幡地方の関係を考察するうえで重要視される古墳になる。
古墳域は1991年（平成3年）に鳥取県指定史跡に指定されている。

## 埋葬施設

石槨俯瞰図

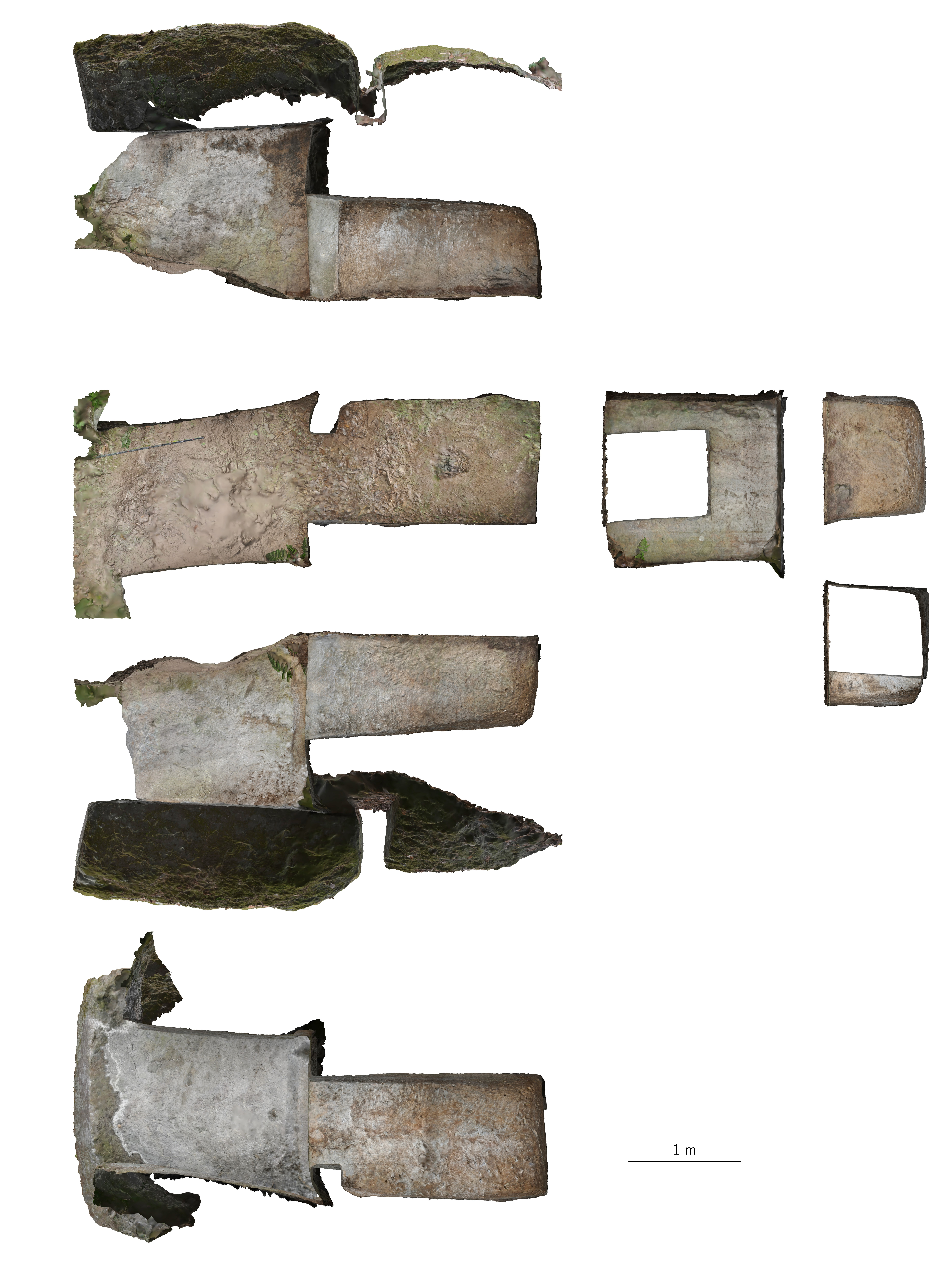
石槨展開図

埋葬施設としては横口式石槨が構築されており、南方向に開口する。石槨部の前面に羨道を付す構造である。石槨の規模は次の通り。
- 石槨全長：約5.1メートル
- 石槨部：長さ2メートル、幅1.08メートル、高さ0.71-0.94メートル
- 羨道：長さ3.1メートル、幅1.4-1.5メートル、高さ1.0-1.6メートル

石槨部は凝灰岩系の石材で、平らな床石の上に内部を刳り抜いた蓋石を被せる。左側には袖を付し、床石には蓋石を置くための深さ6センチメートルの切り込みが認められる。玄門部は台形で、床面には閉塞板を置くための深さ3センチメートルの切り込みが認められる。羨道では、側壁は一枚石で、天井石は巨石の一枚石である。羨道天井石との組み合せのため、石槨部の蓋石には段が形成されている。

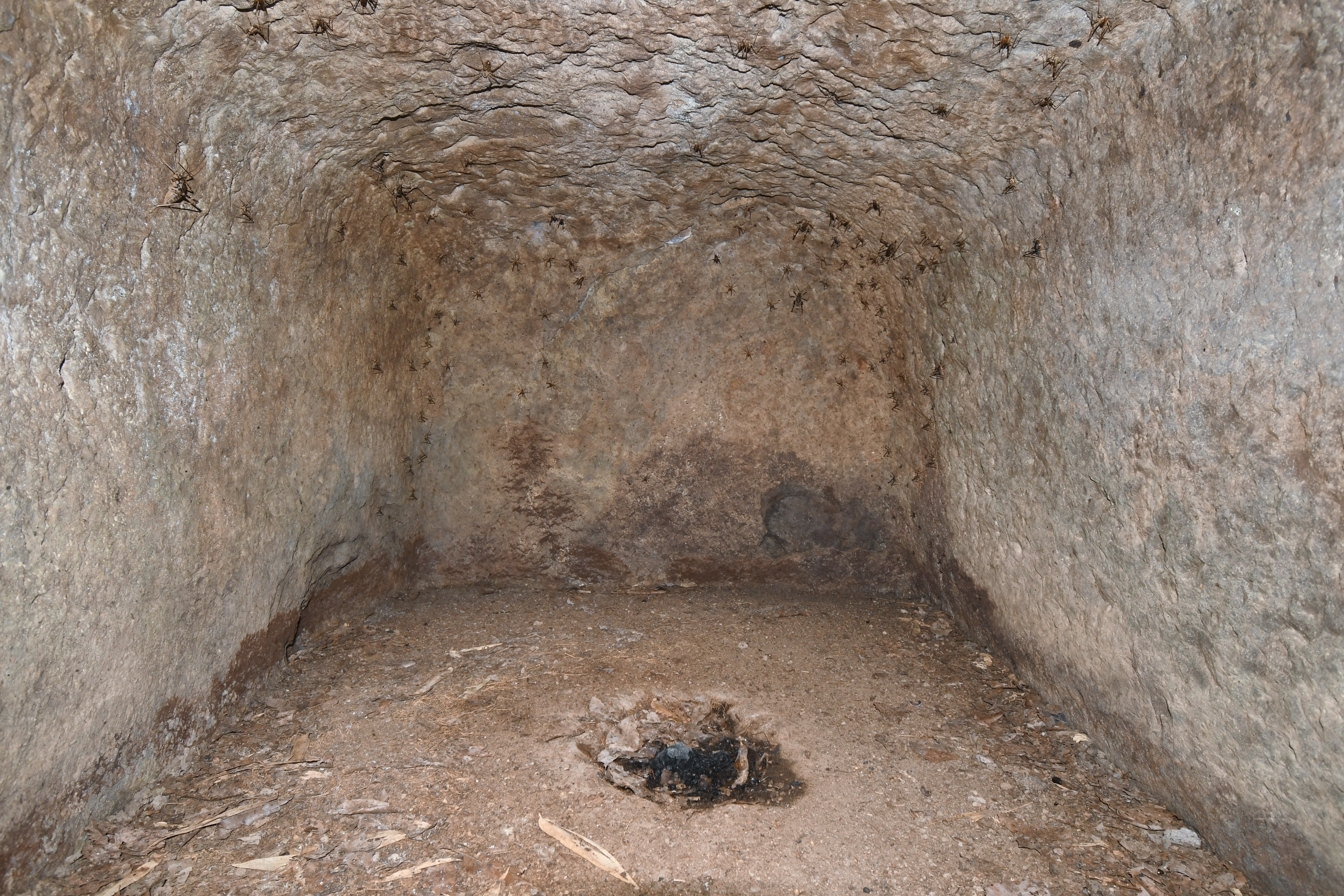
石槨部（奥壁方向）
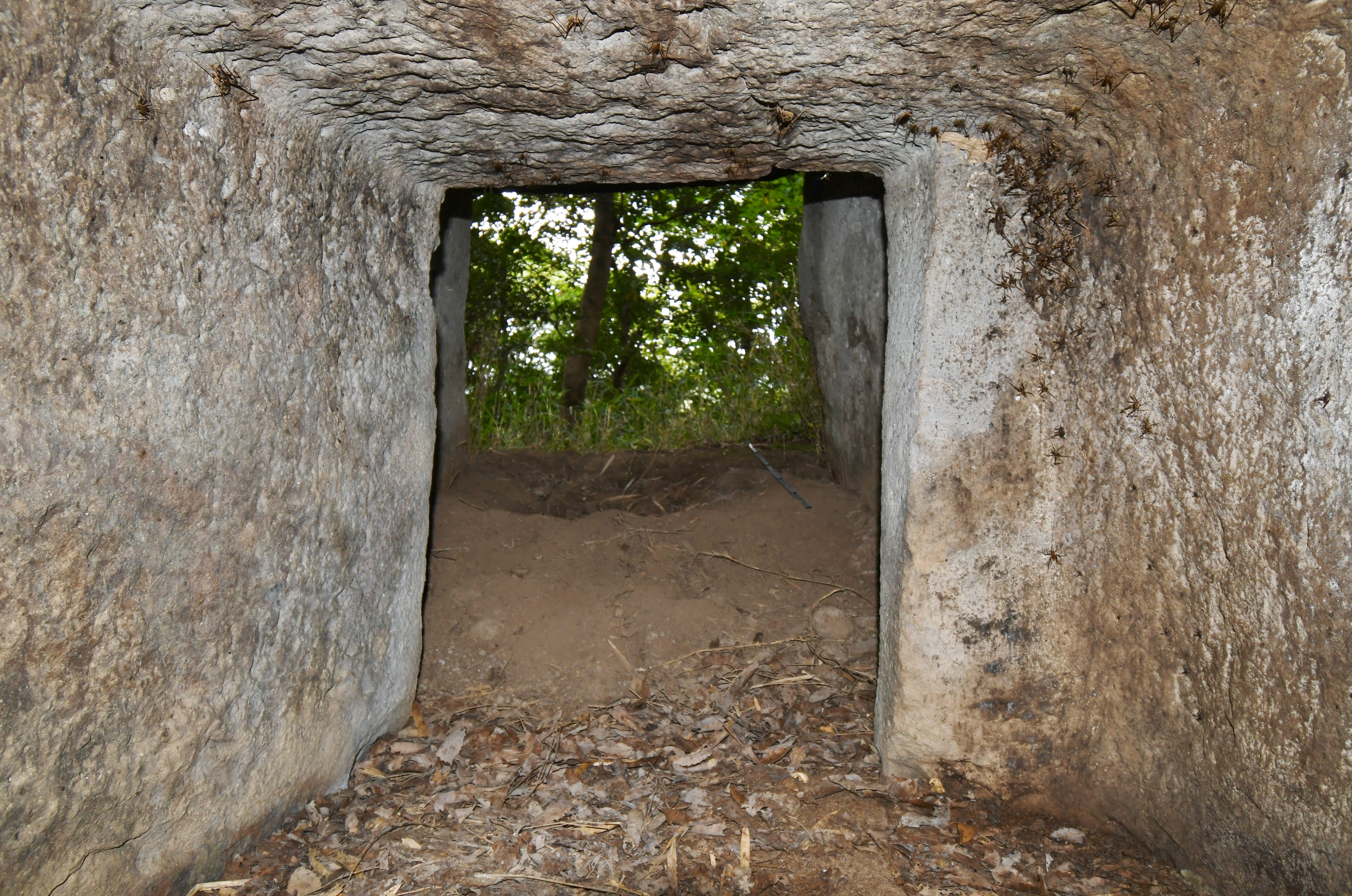
石槨部（開口部方向）
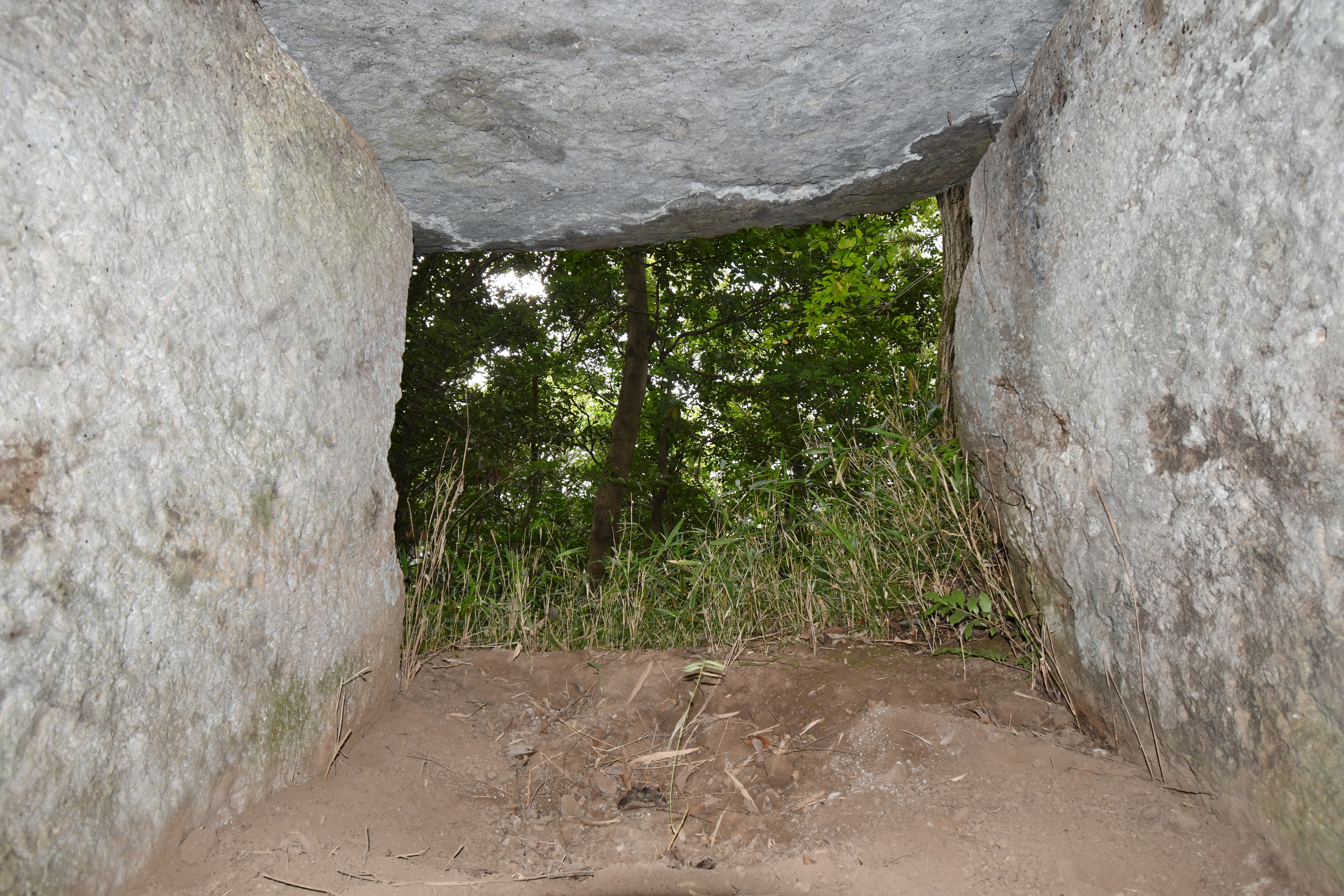
羨道（開口部方向）
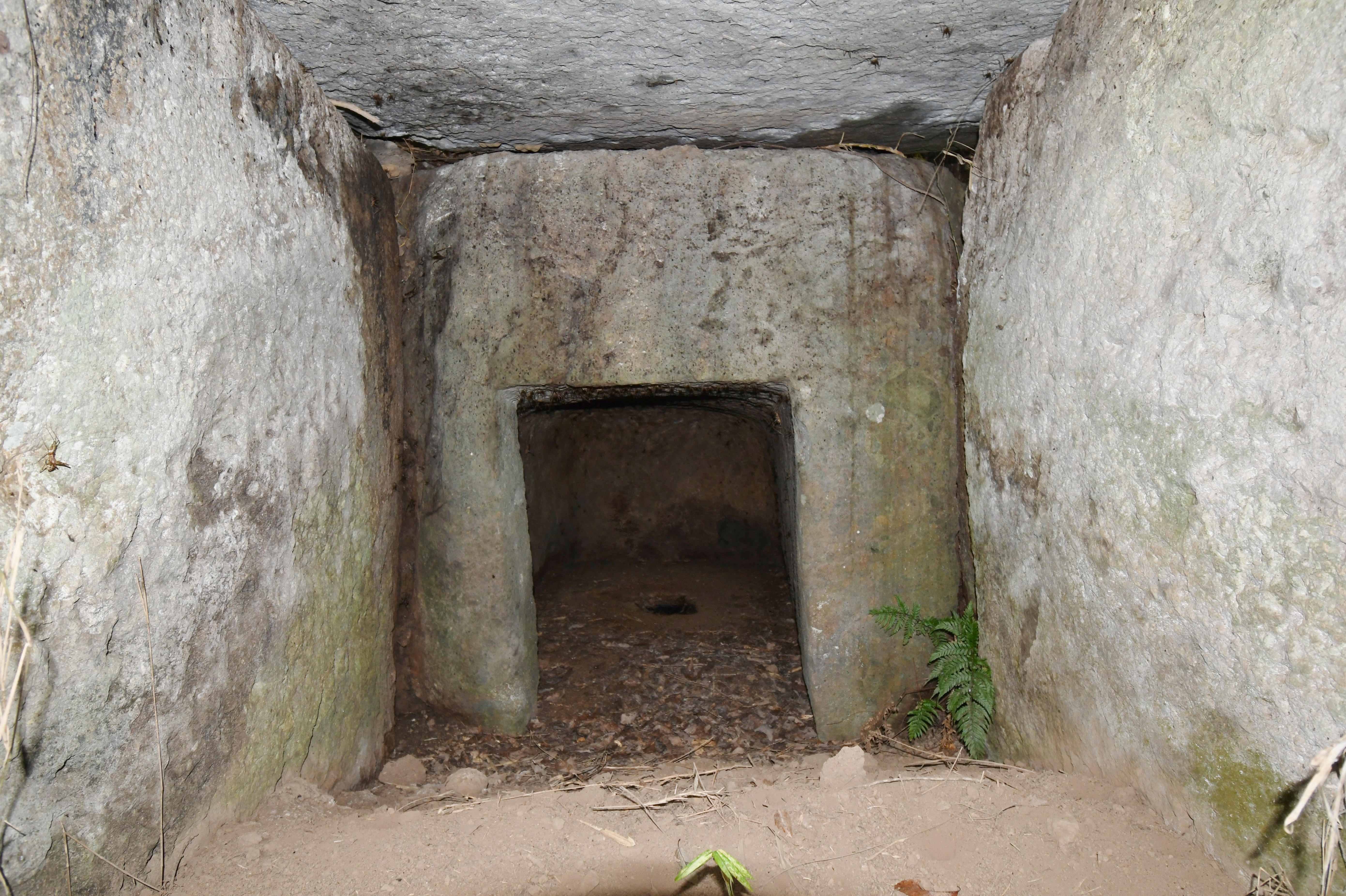
羨道（石槨部方向）
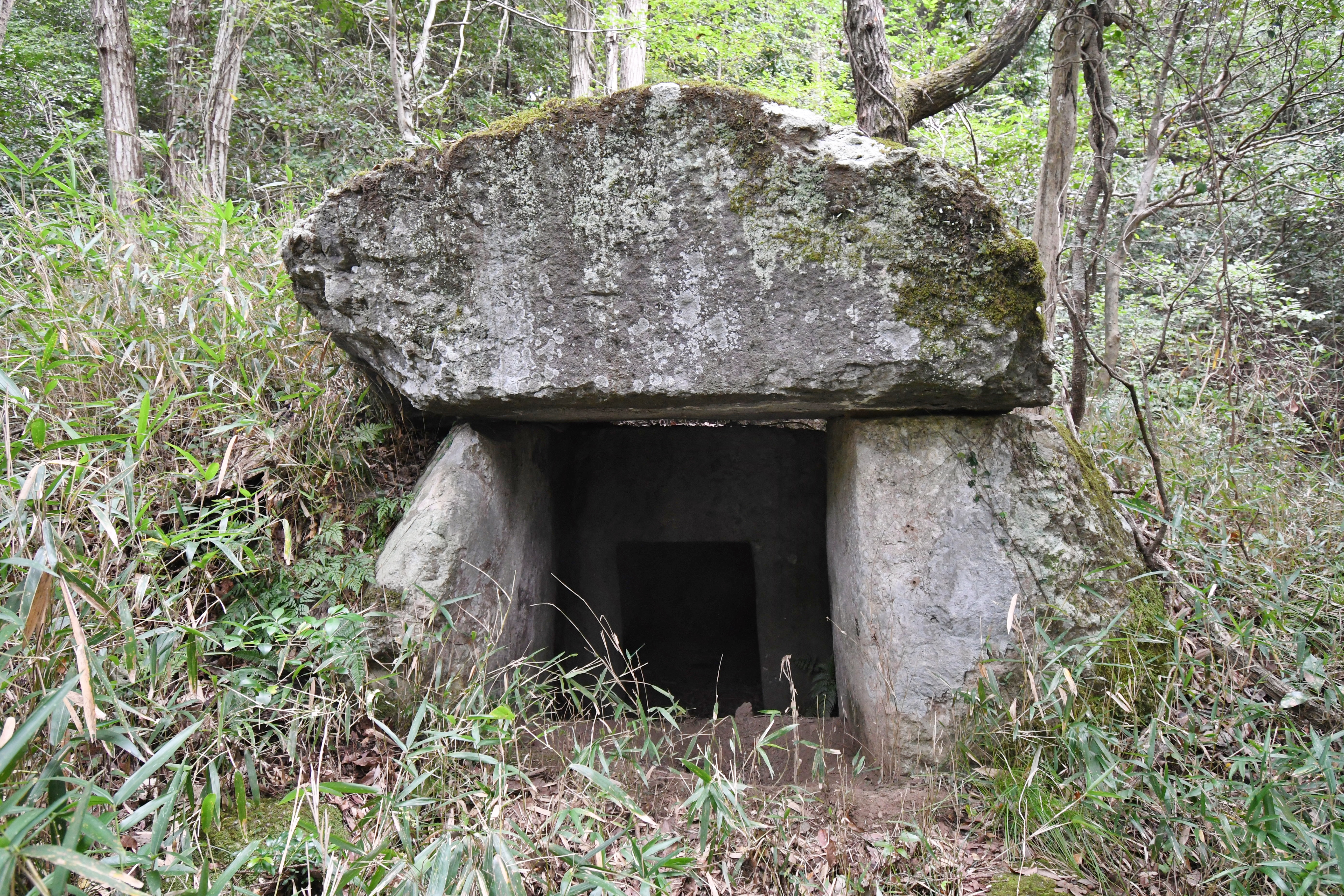
開口部

## 文化財

### 鳥取県指定文化財
- 史跡
  - 山ヶ鼻古墳 - 1991年（平成3年）3月26日指定[1]。